# 西安工程大学
西安工程大学（Xi'an Polytechnic University，XPU），简称“西工程大”，是中国陝西省西安市的一所大學，教育部“卓越工程师教育培养计划”高校、教育部“新工科研究与实践项目“（卓越工程师教育培养计划2.0）高校、陕西省省属高水平大学、首批“陕西省2011协同创新中心”立项建设高校，拥有硕士学位授予权。

## 历史沿革
西安工程大学的前身为1912年创办的北京高等工业专门学校机织科，后历经国立北平大学工学院纺织系、西北联合大学纺织系、西北工学院纺织系等发展阶段，1959年开始招收纺织工程学科硕士研究生。1978年成立西北纺织工学院，隶属原纺织工业部。1998年划归地方，为中央与地方共建高校，以陕西省管理为主。2001年，更名为西安工程科技学院。2003年11月26日临潼校区开工建设，2004年10月投入使用。2006年，更名为西安工程大学。

## 学院设置
- 纺织科学与工程学院
- 机电工程学院
- 环境与化学工程学院
- 电子信息学院
- 管理学院
- 服装与艺术设计学院
- 人文社会科学学院
- 理学院
- 计算机科学学院
- 新媒体艺术学院
- 马克思主义学院
- 应用技术学院（继续教育学院、中澳国际学院）
- 材料工程学院
- 城市规划与市政工程学院[5]